# 빵집소녀
《빵집소녀》(중국어: 面包房少女)는 2008년에 출시된 게임이며 미카팀&게임마스터가 제작했고 2013년에 리부트되었다. 소녀전선의 전작이나 소녀전선의 30년 후를 다루고 있으며 루련-남연간의 전쟁중인 2092년도로 제프티와 멘도라는 등장인물을 중심으로 진행된다.
어찌보면 2013년에 알려진 빵집소녀는 똑같이 《빵집소녀》라는 타이틀로 나온 게임이다.
메뉴는 로드 게임, 새로운 게임, 갤러리, 옵션, 나가기가 있다.

## 리메이크
역붕괴: 베이커리 작전(중국어: 逆向坍塌: 面包房行动)은 빵집소녀의 리메이크작이다.